# كرالوسكي خلمتش
كرالوسكي خلمتش (بالإنجليزية: Kráľovský Chlmec)‏ هي بلدة و municipality of Slovakia تقع في سلوفاكيا في Trebišov District.[بحاجة لمصدر] يقدر عدد سكانها بـ 7,398 نسمة .

## المدن التوأمة
مدن راكوفنيك، كيشفاردا، سفنتو جيورجي، Kanjiža و Ferencváros هي مدن توأمة لـكرالوسكي خلمتش.